# Claude Lombard
Claude Lombard (Etterbeek, 25 februari 1945 – Boulogne-Billancourt, 20 september 2021) was een Belgische zangeres die haar land vertegenwoordigde op het Eurovisiesongfestival 1968.

## Levensloop
Lombard studeerde aan het INSAS in Brussel, waar ze piano en gitaar leerde spelen.
In 1968 werd ze via een interne selectie van tien nummers gekozen om België te vertegenwoordigen op het dertiende Eurovisiesongfestival, op 6 april in Londen, het Verenigd Koninkrijk. Met haar lied Quand tu reviendras eindigde ze zevende van de zeventien deelnemende landen. Heeft meegewerkt aan de Belgische (Vlaamse) editie van het taalcursusprogramma Les Gammas! Les Gammas!.
Claude Lombard overleed in 2021 op 76-jarige leeftijd.
- Bibliothèque nationale de France: cb13932145g (data)
- International Standard Name Identifier: 0000 0000 0132 9335
- Library of Congress Control Number: n2018062406
- MusicBrainz: b0caf224-eadf-4fb9-bfc1-a206132fcf6c
- Nationale Bibliotheek van Tsjechië: mzk2014828008
- SNAC: w6k64sdk
- Système universitaire de documentation: 086235141
- Virtual International Authority File: 69118592
- WorldCat: E39PBJr3B9fJBVrGc7vYHRDcyd

1956: Fud Leclerc + Mony Marc · 
1957: Bobbejaan Schoepen · 
1958: Fud Leclerc · 
1959: Bob Benny · 
1960: Fud Leclerc · 
1961: Bob Benny · 
1962: Fud Leclerc · 
1963: Jacques Raymond · 
1964: Robert Cogoi · 
1965: Lize Marke · 
1966: Tonia · 
1967: Louis Neefs · 
1968: Claude Lombard · 
1969: Louis Neefs · 
1970: Jean Vallée · 
1971: Lily Castel & Jacques Raymond · 
1972: Serge & Christine Ghisoland · 
1973: Nicole & Hugo · 
1974: Jacques Hustin · 
1975: Ann Christy · 
1976: Pierre Rapsat · 
1977: Dream Express · 
1978: Jean Vallée · 
1979: Micha Marah · 
1980: Telex · 
1981: Emly Starr · 
1982: Stella · 
1983: Pas de Deux · 
1984: Jacques Zegers · 
1985: Linda Lepomme · 
1986: Sandra Kim · 
1987: Liliane Saint-Pierre · 
1988: Reynaert · 
1989: Ingeborg · 
1990: Philippe Lafontaine · 
1991: Clouseau · 
1992: Morgane · 
1993: Barbara · 
1995: Frédéric Etherlinck · 
1996: Lisa del Bo · 
1998: Mélanie Cohl · 
1999: Vanessa Chinitor · 
2000: Nathalie Sorce · 
2002: Sergio & The Ladies · 
2003: Urban Trad · 
2004: Xandee · 
2005: Nuno Resende · 
2006: Kate Ryan · 
2007: The KMG's · 
2008: Ishtar · 
2009: Copycat · 
2010: Tom Dice · 
2011: Witloof Bay · 
2012: Iris · 
2013: Roberto Bellarosa · 
2014: Axel Hirsoux · 
2015: Loïc Nottet · 
2016: Laura Tesoro · 
2017: Blanche · 
2018: Sennek · 
2019: Eliot · 
2021: Hooverphonic · 
2022: Jérémie Makiese · 
2023: Gustaph · 
2024: Mustii · 
2025: Red Sebastian